# Molodijne, Simferopol
Molodijne (în ucraineană Молодіжне) este o așezare de tip urban din raionul Simferopol, Republica Autonomă Crimeea, Ucraina. În afara localității principale, mai cuprinde și satul Soneacine.

## Demografie
Componența lingvistică a așezării de tip urban Molodijne
     Rusă (79,05%)
     Tătară crimeeană (13,9%)
     Ucraineană (6,07%)
     Alte limbi (0,28%)
Conform recensământului din 2001, majoritatea populației așezării de tip urban Molodijne era vorbitoare de rusă (79,05%), existând în minoritate și vorbitori de tătară crimeeană (13,9%) și ucraineană (6,07%).